# Die WonderBoys
Die WonderBoys ist ein Spielfilm des US-amerikanischen Regisseurs Curtis Hanson aus dem Jahr 2000. Die Tragikomödie basiert auf dem gleichnamigen Roman des amerikanischen Autors Michael Chabon und wurde in Assoziation mit u. a. Paramount Pictures von Scott Rudin und Curtis Hanson produziert.

## Handlung
Grady Tripp ist Englischprofessor für kreatives Schreiben an einem College in Pittsburgh. Mit seinen fünfzig Jahren hat er bis dato ein Buch veröffentlicht. Der Roman Die Tochter des Brandstifters fand bei Kritikern großen Beifall und wurde mit dem renommierten PEN/Faulkner-Preis ausgezeichnet. Seither arbeitet Grady vergeblich daran, den sieben Jahre zurückliegenden Erfolg zu wiederholen und sich nicht den Stempel des ausgebrannten Autors aufdrücken zu lassen. Gradys Folgewerk ist jedoch auf über 2600 Seiten angewachsen und immer noch nicht fertiggestellt. Privat macht der Professor gerade eine kleine Krise durch, da seine junge Ehefrau Emily nach mehreren Trennungsversuchen endgültig aus dem gemeinsamen Haus ausgezogen ist. Den Schicksalsschlag therapiert er mit dem Konsum von Marihuana. 
Am Wochenende des Wordfests, einer mehrtägigen literarischen Veranstaltung, wird er zur Eröffnungsfeier in das Haus der Kanzlerin des Colleges, Sara Gaskell, und ihres Ehemannes eingeladen. Mit Sara verbindet ihn eine lang andauernde, heimliche Affäre. Auf der Party eröffnet Sara Grady, von ihm schwanger zu sein. Sie schlägt ihm vor, dass beide ihre derzeitigen Lebensgefährten verlassen und eine gemeinsame Zukunft beginnen, doch Grady ist nicht bereit, diesen Entschluss zu treffen. Ein weiteres Problem stellt für Grady Terry Crabtree dar. Der bisexuelle Lektor, der vor Jahren an der Veröffentlichung von Gradys erfolgreichem Roman beteiligt war, kommt in die Stadt, um sich nach den Fortschritten des zweiten Romans zu erkundigen. Begleitet wird Crabtree von einem Transvestiten namens Miss Antonia Sloviak, den er kurz zuvor auf dem Flug kennengelernt hat. Ein weiteres Problem stellt die attraktive Studentin Hannah Green dar, die mehr als nur Sympathie für ihren Literaturprofessor empfindet.
Als Grady im Garten der Gaskells Marihuana raucht, trifft er auf James Leer, einen seiner Studenten. Leer gilt als talentierter Schriftsteller, hat jedoch durch seine erfolgreich vorgetragenen Geschichten viele Neider und nimmt die Rolle eines Außenseiters am College ein. Außerdem kennt er alle Selbstmorde berühmter Schauspieler auswendig. James überrascht Grady mit der Tatsache, dass er eine Schusswaffe besitzt. Diese stammt angeblich von seiner Mutter, die sie in einer Spielhalle in Baltimore gewann, während sie dort eine katholische Schule besuchte. Sie dient ihm als Glücksbringer, wie er Grady erzählt. Der Professor versucht, den chronisch unter Melancholie leidenden Studenten aufzumuntern und führt ihn heimlich in das Schlafzimmer der Gaskells, wo Saras Ehemann ein Originalkostüm von Marilyn Monroe aufbewahrt, das sie zu ihrer Hochzeit mit Joe DiMaggio getragen hat. James ist von dem Anblick gerührt und bricht in Tränen aus. Als Grady vom blinden Hund der Gaskells im Treppenhaus angegriffen wird, erschießt ihn James aus Notwehr mit seiner Waffe.
Um den Tod des Hundes zu vertuschen, laden sie das tote Tier in den Kofferraum von Gradys Wagen. Auf den Schreck genehmigt sich der Literaturprofessor Kodein und animiert seinen Studenten, auch etwas davon zu nehmen. James Leer ist nach seinem ersten Konsum von Drogen sehr benommen und stört beim Wordfest mit andauerndem Gelächter eine Rede des Ehrengastes Q, eines angesehenen Schriftstellers, der alle 18 Monate einen Bestseller veröffentlicht. Auch Grady Tripp muss während der Rede seinem langjährigen Drogenkonsum Tribut zollen. Er verlässt den Hörsaal und fällt im Flur in Ohnmacht. Als er nach kurzer Zeit wieder aufwacht, sieht er Sara vor sich. Grady versucht, ihr den Tod ihres Hundes schonend beizubringen, doch Sara missversteht ihn und glaubt, dass Tripp seine Frau Emily nicht verlassen will. Tatsächlich wagt es Grady nicht, eine Entscheidung zu treffen, obwohl eine gemeinsame Zukunft in greifbarer Nähe wäre.
Während Grady Crabtrees exzentrische Bekanntschaft nach Hause fährt, erfährt er von den Problemen seines Lektors. Der letzte berufliche Erfolg von Crabtree liegt fünf Jahre zurück, in New York soll ihm angeblich bald gekündigt werden. So ist Crabtree nach Pittsburgh gekommen, da er mit Gradys neuem Buch glaubt, wieder Erfolg zu haben und so auch seinen Job im Verlag behalten zu können. Während Grady, Crabtree und der völlig geistesabwesende James noch einen Ausflug in eine Bar machen, ergehen sich Grady und Crabtree dort in wilden Gedankenspielereien. Einen Afroamerikaner nennen sie Vernon. Als die drei zusammen mit Q in Gradys 1966er Ford Galaxy aufbrechen wollen, werden sie von Vernon aufgehalten, der felsenfest behauptet, er sei der rechtmäßige Besitzer von Gradys Wagen, können diesen jedoch abschütteln. Als sie zurückkehren, um James verlorenen Rucksack aus dem Hörsaal des Colleges zurückzuholen, muss Grady feststellen, dass darin ein Manuskript zu James’ erstem Roman Die Liebesparade enthalten ist. Als er zurückkommt, sind Crabtree, James und Q mit Gradys Wagen verschwunden und er muss vom seltsamen Hausmeister des Colleges nach Hause gefahren werden, wo er den schlafenden James auf seiner Couch vorfindet, außerdem Marilyn Monroes Jacke, die dieser aus dem Tresor der Gaskells entwendet hat.
Die nächsten Stunden werden für Grady zur Farce. Er versucht, seinen endlosen Roman zu beenden, um die berufliche Zukunft seines Lektors zu sichern, sowie mehr über James Leer herauszufinden und ihn vor der Polizei zu bewahren, die von den Gaskells eingeschaltet wurde, die mittlerweile das Verschwinden der Jacke Marilyn Monroes aus ihrem Haus bemerkt haben. Der exzellente Student erfindet stets neue fiktive Lebensgeschichten, und es ist schwierig für Grady herauszufinden, wo ein Körnchen Wahrheit in James' Erzählungen zu finden ist. Schließlich findet Grady heraus, dass James Sohn eines reichen Ehepaares aus dem noblen Pittsburgher Vorort Sewickley Heights ist. Bei einem Besuch im Elternhaus von Emily stellt er fest, dass er seine junge Ehefrau nie wirklich gekannt hat, und er wird von seiner Studentin Hannah über das große Manko seines Lebens aufgeklärt. Grady hat es versäumt, in seinem Leben Entscheidungen zu treffen, was sein endloser Roman voller unnützer Details beweist. Der abgehalfterte Literaturprofessor stellt sich seiner großen Lebenslüge und verschenkt Marilyns Jacke an eine schwangere Kellnerin. Er gesteht außerdem seinem Vorgesetzten, dass er in dessen Frau verliebt ist. Zwar wird Grady gefeuert, doch beginnt er eine gemeinsame Zukunft mit der schwangeren Sara und schwört den Drogen ab, die ihn durch einen gefährlichen Ohnmachtsanfall fast das Leben gekostet hätten. Er beginnt die Erfahrungen des verrückten Wochenendes in einem Buch zu verarbeiten. James verbringt eine Nacht mit Crabtree, der seinen Roman veröffentlicht und ihn vor dem Gefängnis und einem Rausschmiss aus dem College bewahrt. Am Ende des Wordfests wird James Leer als einer der wenigen Studenten gefeiert, die für ihren Romanerstling einen Verleger gefunden haben.

## Entstehungsgeschichte
Der Film die WonderBoys basiert auf dem gleichnamigen Roman von Michael Chabon. Das Werk ist autobiographisch gefärbt und entstand aus seiner Arbeit zum nie realisierten Roman Fountain City, der über eine Baseball-Mannschaft in Nevada handeln sollte. Chabon beschloss diese Erfahrung in einem Roman zu verarbeiten. Die WonderBoys wurde von dem etablierten Drehbuchautor Steve Kloves für die Leinwand adaptiert. Regisseur Curtis Hanson, der nach Filmen wie Die Hand an der Wiege oder L.A. Confidential einen leichteren und amüsanteren Stoff verfilmen wollte, bekam Kloves Drehbuch zu lesen, war von den Figuren beeindruckt und konnte sich mehrere Lacher während des Lesens nicht verkneifen. Daraufhin schickte Produzent Scott Rudin Schauspieler Michael Douglas das Drehbuch. Als großer Fan des Drehbuchautors von u. a. Die fabelhaften Baker Boys (1989) beschloss Douglas die Hauptrolle zu übernehmen, der sich zu diesem Zeitpunkt nach einem leichteren, albernen Projekt sehnte, das mehr Spaß mache, so Douglas.
Die Dreharbeiten fanden ausnahmslos in und um Pittsburgh statt. Die College-Szenen wurden an der renommierten Carnegie-Mellon University realisiert, einer der wenigen Universitäten, die in den USA einen Bachelor of Arts im Fach kreatives Schreiben vergeben. Das Haus von Literaturprofessor Grady Tripp fand die Filmcrew im Stadtviertel von Friendship, in dem für die Dreharbeiten zwei Wochen lang vier Häuserblocks abgesperrt wurden. Weitere Dreharbeiten fanden am Pittsburgh International Airport in Downtown Pittsburgh und in zwei Bars statt, die in Die WonderBoys den Hi-Hat Club darstellen, die Lieblingsbar des Protagonisten.
Schwierigkeiten beim Dreh zu Die WonderBoys machte der Filmcrew das Wetter. Der Film, der von Februar bis April 1999 gedreht wurde, stand ganz im Zeichen eines verfrühten Frühlingsanfangs. So war eine spezielle Crew damit beschäftigt, die Umgebung mehrerer Drehorte mit einer biologisch abbaubaren weißen Masse als Schneeersatz zu versehen, während Botaniker die Frühlingsgewächse hinter einer Wand von eigens antransportierten Nadelbäumen versteckten.

## Rezeption
Curtis Hansons als ernste Komödie titulierter Film wurde von den Kritikern überwiegend positiv aufgenommen, konnte aber nicht an den Erfolg seines vorherigen Werkes L.A. Confidential heranreichen. Der Film feierte am 23. Februar 2000 in den USA seine Premiere und kam einen Tag später regulär in die nordamerikanischen Kinos. In Deutschland erschien der Film mehr als acht Monate später, am 2. November 2000. Die WonderBoys nahm bei geschätzten 35 Mio. US-Dollar Produktionskosten in den USA nur 19 Mio. US-Dollar ein und galt als finanzieller Misserfolg. Vor allem in der Gunst der Kritiker stand Hauptdarsteller Michael Douglas, der als ehemals erfolgreicher Romanautor und kiffender Literaturprofessor mit mehreren Filmpreisen ausgezeichnet wurde, sowie die Filmmusik, die mit mehreren Songs des US-amerikanischen Künstlers Bob Dylan aufwartete, inklusive seiner damals neuen Komposition Things Have Changed.

## Kritiken
- „Große Klasse.“ (Journal Frankfurt)
- „Herrliche Komödie.“ (TV Hören und Sehen)
- „Smart, sarkastisch und spannungsgeladen! Das neue Meisterwerk von ‚L. A. Confidential‘-Regisseur Curtis Hanson ist eine clevere Komödie mit absoluter Starbesetzung, in der noch ein blinder Hund, ein Kleidungsstück von Marilyn Monroe und ein neuer Song von Bob Dylan weitere Rollen spielen.“ (Dirk Jasper FilmLexikon)
- „Männer am Rande des Nervenzusammenbruchs – großartig!“ (TV Spielfilm)
- „Eine ausgesprochen amüsante Komödie mit Zutaten der ‚Série Noire‘, getragen von fabelhaften Darstellern, die ihren offensichtlichen Spaß am Spiel mit einer gehörigen Portion Selbstironie verbinden.“ (film-dienst[1])
- „Das Warten auf den Nachfolger des Oscar-prämierten ‚L. A. Confidential‘ (1997) hat sich gelohnt: Hanson entführt uns in eine skurrile Welt mit kauzigen, ausgesprochen liebenswerten und sehr genau beobachteten Figuren. Das tolle Ensemble zieht den Zuschauer mit bissigen Dialogen und warmherzigem Humor gekonnt in seinen Bann.“ (TV Movie)
- „Statt die Krise seines lethargischen Helden aber als saftige Screwball-Komödie zu servieren, macht Regisseur Curtis Hanson (‚L. A. Confidential‘) auf halber Strecke ins Chaos einen Rückzieher. So wird aus Tripp am Ende ein besserer Mensch – und aus ‚Wonderboys‘ ein schlechterer Film.“ (Der Spiegel)
- „Es sind die vielschichtigen Charaktere, die diesen Film so sehenswert machen und die die Handlung flott vorantreiben. Tobey Maguire spielt den undurchschaubaren James, ein echtes Herzchen: Mit sauertöpfischer Mine posiert er als Nachwuchsschriftsteller. Michael Douglas ist so zerknautscht, genervt und komisch wie noch nie. Orientierungslos irrlichterd, läuft er dann doch in den Hafen eines recht konventionellen Happy Ends ein.“ (Rhein-Zeitung)
- „Superstar Michael Douglas spielt einen bekifften Literaturprofessor in der Midlife-Crisis und Tobey Maguire seinen brillanten, aber depressiven Schüler. Wunderbares, augenzwinkerndes Charakterkino.“ (Cinema)
- „Curtis Hanson hat seit ‚L. A. Confidential‘ eine Enttäuschung gut beim Publikum; warum er sie ausgerechnet mit einem blutleeren Campus-Film einlöst, bleibt sein Geheimnis.“ (Kultur Spiegel)
- „Respektlose Komödie in bester Hollywood-Tradition.“ (Treffpunkt Kino)
- „Regisseur Curtis Hanson, der zuletzt mit der James-Ellroy-Verfilmung ‚L.A. Confidential‘ begeisterte, begibt sich mit dieser pointenreichen Midlife-Crisis-Humoreske erstmals in Komödien-Gefilde. Dabei besticht das Werk neben seiner starken Darsteller, wie etwa dem wunderbar gegen den Strich besetzten Michael Douglas, vor allem durch seine Intelligenz, pointenreichen Dialogwitz und gemächliches Tempo. Womöglich könnte aber gerade diese unspektakuläre Aufmachung des hochgelobten Werks das breite Publikum verschrecken.“ (VideoWoche)
- „Hanson schlägt mit seiner eleganten Inszenierung einen originellen Offbeat-Erzählton an, der nicht nur inhaltlich gewisse Parallelen zum subtil surrealen suburbanen Kosmos von ‚American Beauty‘ wachwerden lässt. Dabei gibt es hier keine Fantasiesequenzen, und das einzige gewaltvolle Ableben wird einem bissigen Hund zuteil. Die Wirkung der Story mindert das nicht. Denn der Film verfügt über perfektes komisches Timing, und Hanson, der schon immer eine sichere Hand mit seinen Schauspielern bewies, animiert das Ensemble zu herausragenden Leistungen. Beim Soundtrack dominieren Songwriter wie Neil Young, John Lennon und Bob Dylan (steuerte einen neuen Song bei), womit das intellektuelle Milieu seine passende akustische Untermalung erhält.“ (Blickpunkt: Film)

## Auszeichnungen
Die WonderBoys war 2001 bei der Oscar-Verleihung für drei Academy Awards nominiert, gewinnen konnte aber nur Bob Dylans Filmsong Things Have Changed. Dylan, der sich zur Zeit der Preisverleihung auf einer Tour durch Deutschland befand, spielte das Lied und erfuhr von seinem Sieg live via Satelliten-TV. Er nahm seinen gewonnenen Academy Award auf seine Tour mit und platzierte ihn während der Konzerte auf seinem Mundharmonika-Verstärker.
Michael Douglas wurde für seinen uneitlen Part als abgehalfterter Literaturprofessor 2001 mit Nominierungen für den Golden Globe Award und den britischen Filmpreis BAFTA als bester Hauptdarsteller geehrt sowie u. a. von der Kritikervereinigung von Los Angeles ausgezeichnet. Frances McDormand wurde für ihre Darstellung der schwangeren Geliebten Michael Douglas' und für ihre Leistung in Cameron Crowes Film Almost Famous – Fast berühmt von den Kritikervereinigungen von Florida und Los Angeles als beste Nebendarstellerin prämiert. Mit dem Preis als bester Nebendarsteller wurde Tobey Maguires Leistung als mysteriöser Literaturstudent James Leer prämiert, den er sich zusammen mit Jeffrey Wright (Shaft) teilte.

### Oscar 2001
- Bester Filmsong

Nominiert in den Kategorien
- Bestes adaptiertes Drehbuch
- Bester Schnitt

### BAFTA Awards2001
Nominiert in den Kategorien
- Bester Hauptdarsteller (Michael Douglas)
- Bestes adaptiertes Drehbuch

### Golden Globe Awards 2001
- Bester Filmsong

Nominiert in den Kategorien
- Bester Film – Drama
- Bester Hauptdarsteller – Drama (Michael Douglas)
- Bestes Drehbuch

### Weitere
Boston Society of Film Critics Awards 2000
- Bestes Drehbuch

Broadcast Film Critics Association Awards 2001
- Beste Nebendarstellerin (Frances McDormand)
- Bestes adaptiertes Drehbuch
- nominiert als bester Film

Chicago Film Critics Association Awards 2001
Nominiert in den Kategorien
- Bester Film
- Bester Hauptdarsteller (Michael Douglas)
- Bestes Drehbuch

Florida Film Critics Circle Awards 2001
- Beste Nebendarstellerin (Frances McDormand)

GLAAD Media Awards 2001
- nominiert als bester Film

Golden Satellite Awards 2001
- Bester Hauptdarsteller – Komödie oder Musical (Michael Douglas)

Nominiert in den Kategorien
- Bester Film – Komödie oder Musical
- Bester Filmsong

Grammy 2001
- nominiert in der Kategorie bester Filmsong

L.A. Outfest 2001
- Screen Idol Award für Robert Downey Jr.

Las Vegas Film Critics Society Awards 2000
- Bestes adaptiertes Drehbuch
- Bester Filmsong

Nominiert in den Kategorien
- Bester Hauptdarsteller (Michael Douglas)
- Bester Schnitt

London Critics Circle Film Awards 2001
Nominiert in den Kategorien
- Bester Schauspieler des Jahres (Michael Douglas)
- Bester Drehbuchautor des Jahres (Steven Kloves)

Los Angeles Film Critics Association Awards 2000
- Bester Hauptdarsteller (Michael Douglas)
- Beste Nebendarstellerin (Frances McDormand)

Online Film Critics Society Awards 2001
Nominiert in den Kategorien
- Bester Hauptdarsteller (Michael Douglas)
- Bestes Drehbuch
- Bestes Schauspielensemble

Southeastern Film Critics Association Awards 2001
- Bester Hauptdarsteller (Michael Douglas)

Toronto Film Critics Association Awards 2001
- Bester Nebendarsteller (Tobey Maguire)

USC Scripter Award 2001
- Bestes Drehbuch

Writers Guild of America 2001
- nominiert in der Kategorie bestes adaptiertes Drehbuch